# Ed Nelson
Edwin Stafford Nelson (n. 21 decembrie 1928, parohia Orleans⁠(d), Louisiana, SUA – d. 9 august 2014, Greensboro, Carolina de Nord, SUA) a fost un actor american.

## Legături externe
- Ed Nelson la Internet Movie Database